# Gherman, Ungheni
Gherman este un sat din componența comunei Sculeni din raionul Ungheni, Republica Moldova.